# Єлизавета Петрівна
Єлизаве́та Петрі́вна (нар. 18 (29) грудня 1709, с. Коломенське, Московське царство — 25 грудня 1761 (5 січня 1762)) — російська імператриця з 25 листопада 1741, дочка Петра I і Катерини I. Вступила на престол внаслідок палацового перевороту й усунення від влади російського імператора Івана VI Антоновича (правив номінально, бо йому йшов лише другий рік). У 1744 взяла шлюб з молодим князем Олексієм Розумовським. З початку 1750-х років фактичне керівництво внутрішньою політикою держави здійснював Петро Шувалов, зовнішньою — О. Бестужев-Рюмін і М. Воронцов. Складність зовнішньополітичного становища Російської імперії (загострення відносин з Османською імперією і Прусією) і намагання у зв'язку з цим імператорського уряду залучити на свій бік козацьку старшину, привело до відновлення Єлизаветою Петрівною гетьманства. На Глухівській Раді 1750 гетьманом України було обрано Кирила Розумовського. За час правління Єлизаветою Петрівною було здійснено ряд економічних і фінансових реформ, засновано Московський університет (1755) і Академію мистецтв (1757). За її правління Росія вела Семирічну війну 1756—1763. Також за її правління було засновано місто Єлисаветград.

## Біографія
Народилася 18 грудня 1709 (за новим стилем — 29 грудня) в підмосковному селі Коломенському ще до укладення церковного шлюбу між її батьками царем Петром I і Мартою Скавронською (Катериною I).
Росла в Москві, їдучи влітку в Покровське, Преображенське, Ізмайловське або Олександрівську слободу. Батька в дитинстві бачила рідко. Коли мати їхала до Петербурга, вихованням майбутньої імператриці займалася сестра батька, царівна Наталія Олексіївна, чи сім'я сподвижника Петра I Олександра Меншикова.
Цесарівну навчали танцям, музиці, вмінню одягатися, етиці, іноземним мовам.
У 14 років Єлизавету оголосили повнолітньою і стали підшукувати їй наречених. Петро I передбачав видати її за французького короля Людовіка XV. Цей план не здійснився, і Єлизавету почали сватати за другорядних німецьких князів, поки не зупинилися на принці голштинському Карлі Августі. Але смерть нареченого скасувала цей шлюб. Так і не дочекавшись нареченого «блакитної крові», 24-річна красуня віддала серце придворному співаку-українцю Олексію Розумовському.
Розумовський, український козак, з 1731 був солістом імператорської капели. Коли Єлизавета Петрівна помітила його, вона випросила його в Катерини I. Коли Розумовський втратив свій голос, вона зробила його бандуристом, пізніше доручила йому керувати одним зі своїх маєтків, а потім і всім своїм двором. Є відомості, що наприкінці 1742 вона поєднувалася з ним таємним шлюбом в підмосковному селі Перові.
Ставши імператрицею, Єлизавета звела свого морганатичного чоловіка в графську гідність, зробила фельдмаршалом і кавалером всіх орденів. Будучи доволі лінивим, Розумовський свідомо усунувся від участі в державному житті.
За описом сучасників, Єлизавета Петрівна була по-європейськи вродливою. Висока на зріст (180 см), мала дещо рудувате волосся, виразні сіро-блакитні очі, правильної форми рота, здорові зуби. Іспанський посланник герцог де Лірна в 1728 році писав про цісарівну: «Принцеса Єлизавета така красуня, яких я рідко бачив. У неї дивний колір обличчя, прекрасні очі, чудова шия і незрівнянний стан. Вона високого зросту, надзвичайно жива, добре танцює і їздить верхи без найменшого страху. Вона не позбавлена розуму, граціозна і дуже кокетлива».
Під час правління своєї матері Катерини I і свого племінника Петра II Єлизавета вела веселе життя при дворі. При імператриці Анні Іванівні і правительці регентші Анні Леопольдівні її становище стало важким. Єлизавета Петрівна втратила блискуче положення при дворі і була вимушена майже весь час жити у своїй вотчині, Олександрівській слободі.
У ніч на 25 листопада 1741 за допомогою роти гвардійців Преображенського полку Єлизавета Петрівна здійснила палацовий переворот. Маленький імператор Іван VI і його родина були арештовані, фаворити колишньої імператриці були засуджені до страти, однак потім були помилувані і заслані до Сибіру.
У момент перевороту у Єлизавети Петрівни не було конкретної програми свого правління, але ідея сходження її на престолі підтримувалася простими городянами і низами гвардії через невдоволення засиллям іноземців при російському дворі.

## Внутрішня політика
Першим підписаним Єлизаветою Петрівною документом був маніфест, в якому доводилося, що після смерті Петра II вона — єдина законна спадкоємиця престолу. Коронаційні урочистості відбулися 25 квітня 1742 в Успенському соборі Московського Кремля. Імператриця сама поклала на себе корону.
Забезпечивши за собою владу, Єлизавета Петрівна поспішила нагородити людей, які сприяли вступу її на престол або взагалі були їй віддані, і скласти з них новий уряд. Гренадерська рота Преображенського полку отримала назву лейб-кампанії. Солдати не з дворян були зараховані в дворяни, капрали, сержанти і офіцери підвищені в чинах. Всім їм були подаровані землі переважно з конфіскованих в іноземців маєтностей.
Проголосила курс на повернення до спадщини Петра I. Указом від 12 грудня 1741 було наказано всі постанови петровського часу «наікрепчайше містити і по них неотменно надходити у всіх урядах нашої держави». Кабінет міністрів ліквідовувався. Відновлювався Сенат, Берг і Мануфактур колегії, Головний магістрат, провіантська колегія. Також в 1740-ві роки була відновлена прокуратура. Поширені за Петра I кари за казнокрадство та хабарництво (страта, батіг, ліквідація майна) Єлизавета Петрівна замінила зниженням у чині, переводом на іншу службу і зрідка звільненням. Гуманізація суспільного життя в роки її правління проявилася у скасуванні смертної кари (1756), указах про будівництво інвалідних будинків і богаділень.
На відміну від батька, Єлизавета відводила велику роль в адміністративних справах та культурі не лише Петербургу, але Москві. Для всіх колегій і Сенату в Москві створювалися відділення; заснованому в 1755 році Московському університету в 1756 році було додано дві гімназії на Моховій вулиці. Тоді ж почала виходити газета «Московские відомости», а з 1760 року — перший московський журнал «Полезное увеселение».
Велику роль в правління Єлизавети Петрівни зіграли її фаворити. На початку 1750-х років країною практично керував молодий фаворит імператриці Петро Шувалов, з ім'ям якого пов'язана реалізація єлизаветинської ідеї про скасування внутрішніх митниць, що дало імпульс розвитку підприємництва і зовнішньої торгівлі (1753—1754). Сприяв розвитку і указ про заснування в 1754 році Позикового і Державного банків для дворян і купців.
Значне пожвавлення і піднесення економічного життя Росії в роки правління Єлизавети були викликані також адміністративною діяльністю канцлера Олексія Бестужева-Рюміна, одного з ініціаторів скликання Комісії об Уложенії в 1750-х роках, обер-прокурора Якова Шаховського, братів Михайла і Романа Воронцових.
З іменами Івана Шувалова і російського енциклопедиста Михайла Ломоносова пов'язане заснування Московського університету (1755), відкриття гімназій в Москві й Казані, з ім'ям Федора Волкова — становлення російського національного театру. У 1757 році була заснована Академія мистецтв у Петербурзі.
Відповідаючи запитам підтримуючих її соціальної верств, Єлизавета Петрівна дозволила дворянам, зобов'язаним за законом 1735 служити за військової або статській службі 25 років, брати пільгові довгострокові відпустки, які настільки вкоренились, що в 1756—1757 роках довелося вдатися до крутих заходів, щоб змусити офіцерів, які облаштувалися в маєтках, з'явитися в армію. Імператриця заохотила звичай записувати дітей в полки ще в дитинстві, так що задовго до повноліття вони могли досягати офіцерських чинів. Продовженням цих заходів було розпорядження про підготовку Маніфесту про вольності дворянства (був підписаний пізніше Катериною II), заохочення величезних витрат дворян на свої повсякденні потреби, зростання витрат на утримання двору.

## Зовнішня політика
Активною була і зовнішня політика Єлизавети. При вступі на престол Єлизавета застала Росію у війні зі Швецією. У ході російсько-шведської війни 1741—1743 років Росія одержала значну частину Фінляндії. Намагаючись протистояти збільшеній могутності Пруссії, Єлизавета відмовилася від традиційних відносин з Францією і уклала антипруський союз з Австрією. Росія при Єлизаветі успішно брала участь у Семирічній війні. Після взяття Кенігсберга Єлизавета видала указ про приєднання Східної Пруссії до Росії на правах її провінції. Кульмінацією військової слави Росії при Єлизаветі стало взяття Берліна в 1760 році.

## Захоплення
Сама Єлизавета Петрівна мала слабкості, які недешево обходилися державної скарбниці. Головною була пристрасть до вбрань. З дня свого сходження на престол вона не наділа двічі жодної сукні. Після смерті імператриці в її гардеробах залишилось 15 тисяч суконь, дві скрині шовкових панчіх, тисячі пар туфель і більше сотні шматків французьких матерій. Її вбрання склали основу текстильної колекції Державного історичного музею в Москві.

## Смерть
Єлизавета Петрівна померла 25 грудня 1761. Офіційним спадкоємцем престолу вона призначила свого племінника (сина сестри Анни) — Петра Федоровича.
Після смерті Єлизавети Петрівни з'явилося чимало самозванців, котрі іменували себе її дітьми від шлюбу з Розумовським. Найвідомішою фігурою з них стала так звана княжна Тараканова.